# Coenosia azorica
Coenosia azorica är en tvåvingeart som beskrevs av Tiensuu 1945. Coenosia azorica ingår i släktet Coenosia och familjen husflugor. Inga underarter finns listade i Catalogue of Life.